# Focke-Wulf Fw 189
Il Focke-Wulf Fw-189 era un bimotore da ricognizione a corto raggio ad ala bassa prodotto dall'azienda tedesca Focke-Wulf Flugzeugbau AG negli anni quaranta ed utilizzato principalmente dalla Luftwaffe durante la seconda guerra mondiale.
Caratterizzato dalla configurazione a doppio trave di coda e dalla fusoliera dotata di ampie finestrature risultò essere uno dei migliori apparecchi utilizzati nel conflitto in questo ruolo.

## Storia del progetto
Nel febbraio del 1937 l'RLM (Reichsluftfahrtministerium, il ministero che nella Germania del periodo nazista supervisionava l'intera aviazione tedesca, emanò una specifica per la fornitura di un nuovo aereo da ricognizione sul campo di battaglia, con il quale sostituire lo Henschel Hs 126, che aveva appena iniziato i collaudi, con un modello più potente ed avanzato. La specifica prevedeva un equipaggio di 3 persone, maggiore velocità e la possibilità di trasportare 200 kg di bombe. L'invito a sottoporre progetti fu rivolto all'Arado e alla Focke-Wulf ma ne fu informata anche la Hamburger Flugzeugbau del gruppo Blohm + Voss. La Arado elaborò l'Ar 198, un monomotore a carrello fisso, con abbondanti superfici vetrate; la Hamburger Flugzeugbau, invece, offrì una soluzione del tutto anticonvenzionale: l'"asimmetrico" Ha 141 del direttore tecnico Richard Vogt, caratterizzato dall'abitacolo in una gondola retta dalla semiala destra, che aveva apertura maggiore di quella sinistra.
La Focke-Wulf propose il progetto che ottenne la designazione Fw 189, redatto sotto la guida del direttore tecnico Kurt Tank e del Dipl. Ing. E. Kosel. Con la sua formula a travi di coda e i due motori di piccola potenza, era assolutamente innovatore ma Tank andò oltre, proponendo l'adozione di fusoliere intercambiabili secondo i ruoli, dall'addestramento all'appoggio tattico, mantenendo invariato il resto della cellula, i motori e il carrello. Naturalmente, da parte dell'RLM ci fu una certa resistenza all'adozione di una macchina così poco ortodossa; i conservatori sostenevano che la soluzione bitrave avrebbe favorito gli svergolamenti sotto lo sforzo di manovre violente, che non avrebbe avuto la robustezza dei monomotori ad ala alta e non avrebbe mai potuto competere con essi quanto a volo lento e manovrabilità a bassa quota. Invece, l'Fw 189 superò nettamente il concorrente Ar 198, dando ragione all'ala progressista del Technisches Amt, l'ufficio tecnico dell'RLM. Nell'aprile 1937 erano stati assegnati ad Arado e Focke-Wulf i contratti per la produzione di tre prototipi ciascuna, ma Ernst Udet, che era a capo dei programmi sperimentali del Technisches Amt, incoraggiò l'azienda di Amburgo, che di lì a poco diventò Abteilung Flugzeugbau der Schiffwerft Blohm und Voss (divisione aeronautica dei cantieri navali Blohm und Voss), a procedere nello sviluppo di quello che sarà poi ridesignato BV 141.
L'Ar 198, subito soprannominato Das fliegende Aquarium (in tedesco l'acquario volante), volò con il prototipo V1 nella primavera del 1938, battuto sul tempo dallo Ha 141-0 il 25 febbraio 1938. L'Fw 189 V1 li seguì nel luglio 1938, a Brema, pilotato dallo stesso Kurt Tank. L'Ar 198 non incontrando preferenze cessò ogni ulteriore sviluppo mentre il BV 141 proseguì il programma di sperimentazione, senza tuttavia arrivare alla produzione in serie. L'Fw 189 fu chiamato Eule (gufo) da Tank ma nella Luftwaffe fu sempre conosciuto come Uhu (gufo reale). I sovietici lo soprannominarono invece "rama" ("cornice") per la forma rettangolare del suo doppio trave di coda.

## Impiego operativo
L'aereo meritò il suo nome di "gufo" quando servì, sul fronte orientale, anche come caccia notturno nel 1944 e nel gennaio-febbraio 1945, dotato di radar Telefunken FuG 212 Lichtenstein C-1 e installazione Schräge Musik con un cannone Mauser MG 151/15 calibro 15 mm o MG 151/20 calibro 20 mm. Almeno 30 Fw 189 A-1, A-2 e A-4 furono così modificati e operarono con la Stab/NJG 100 o con il NJG 5. I velivoli di serie cominciarono ad entrare in servizio nelle Aufklärungsstaffeln (squadriglie da ricognizione) nell'estate del 1941, ma non erano ancora nell'organico operativo della Luftwaffe quando, il 22 giugno, scattò l'attacco all'Unione Sovietica. L'Fw 189 operò soprattutto sul fronte sovietico e con notevole distinzione, dimostrandosi in grado di portare a termine le missioni anche nelle condizioni più avverse e presentando doti di maneggevolezza che gli permisero di sfuggire agli attacchi dei piloti da caccia meno esperti.
L'Eule si dimostrò in grado di sopportare diversi colpi a segno, rimanendo in aria; un esemplare fu persino oggetto di un attacco Taran (speronamento) da parte di un caccia sovietico, ma riuscì a tornare alla base, pur privo di parte dei piani di coda. Dal 1942 sostituì totalmente l'Hs 126 B con i Nachtaufklärungsgruppen (gruppi da ricognizione notturna) sul fronte russo, operando con tutti i NAGr da 1 a 16.Sullo stesso fronte diversi Fw 189 A-2 di reparti rumeni e slovacchi furono catturati dai sovietici e fatti volare con i colori della Voenno-vozdušnye sily (V-VS), ed è possibile che abbiano ispirato lo sviluppo del Sukhoi Su-12 o RK che, però, fu pronto soltanto a guerra finita e non ebbe seguito. Anche il Regno di Bulgaria ricevette alcuni Fw 189A per equipaggiare le unità da ricognizione; questi aerei operarono sul fronte russo durante il 1943. L'Fw 189 fu ceduto dalla Luftwaffe anche all'aviazione del Regno di Romania, dalla quale fu usato per addestrare i piloti alla ricognizione, inizialmente con base a Galac. L'iter addestrativo si completava a Kirovograd, dove il Grupul 8 da assalto operò dal maggio all'agosto 1944; tutti gli aerei impegnati mantennero codici e insegne tedesche. Nell'estate 1944 iniziò l'addestramento ai voli di ricognizione notturna presso le basi aeree di Arad e Tecuc ma il 23 agosto 1944 questi aeroporti furono occupati dalle truppe sovietiche.
La Slovacchia ricevette 14 Fw 189A-1 e A-2, anche in questo caso per impiego sul fronte russo; nel 1942 e 1943 gli Uhu svolsero soprattutto missioni anti-partigiani nella zona di Krim ma nell'estate 1944 i reparti ricevettero l'ordine di rientrare alle basi di partenza. Il 31 agosto 1944 gli ultimi sei aerei ripresero l'attività di volo con i russi. Anche il Regno d'Ungheria fu uno degli alleati della Germania in Europa Orientale che ricevettero il ricognitore. Durante la primavera del 1943 l'aviazione ungherese ebbe 20 o 30 fra Fw 189 A-1 e A-2, che svolsero azioni di ricognizione e attacco leggero con la 3./1 Squadriglia, sul fronte russo, dal marzo 1943; dall'aprile 1944 iniziò l'addestramento alle operazioni notturne e nel settembre 1944 tutti gli aerei rimasti rientrarono a Budapest e furono restituiti alla Luftwaffe.

## Versioni
Il Focke-Wulf Fw 189 fu costruito, tra prototipi e aerei di serie, in tre fabbriche: a Brema in Germania dal 1938 al 1944 in 217 esemplari, a Praga in Cecoslovacchia dal 1941 al 1943 in 337 esemplari e, dalla fine del 1941, nella Francia occupata; la Breguet a Bayonne costruì la parte esterna delle ali, la SNCASO a Bordeaux-Begles il resto della struttura, mentre l'assemblaggio e le prove di volo erano a Bordeaux-Merignac, con una produzione, fino al 1944, di 310 esemplari. Il totale complessivo è stato di 864 aerei così ripartiti: 6 nel 1939, 38 nel 1940, 250 nel 1941, 237 nel 1942, 226 nel 1943 e 17 nel 1944, più prototipi e aerei di pre-serie.
- Fw 189 V1: primo prototipo; primo volo nel luglio del 1938 con l'Ing. Tank ai comandi, circa 15 mesi dopo la sottoscrizione del contratto; aveva elica bipala a passo fisso ed era privo di armamento.
- Fw 189 V2: secondo prototipo, armato con tre mitragliatrici Rheinmetall MG 15 da 7,92 mm: una nel muso, una sopra la cabina, una nel cono di coda, più due MG 17 da 7,92 mm nelle semiali; provati sotto ogni semiala due attacchi per bombe SC 50 da 50 kg.
- Fw 189 V3: terzo prototipo; nuove eliche Argus a passo variabile; senza armi.
- Fw 189 V4: quarto prototipo; servì come dimostratore per la versione Fw 189A, con cofani motore ridisegnati con prese d'aria laterali; ruote con parafango; ruotino di coda più grande; due sole armi MG 15 brandeggiabili; fu usato per provare sotto ogni ala un contenitore S125 per la produzione di cortine fumogene o per l'irrorazione con agenti chimici.
- Fw 189 V5: prototipo per l'Fw 189B da addestramento, volò all'inizio del 1939; fusoliera modificata con riduzione dei trasparenti, doppi comandi e nessun armamento.
- Fw 189 V6: alla fine del 1939 l'Fw 189 V1 fu ritirato dai collaudi e convertito come aereo da assalto e appoggio tattico; tutto l'abitacolo era modificato, con un alloggiamento più piccolo, aerodinamico, pesantemente blindato per il solo pilota e il mitragliere, seduti schiena contro schiena; l'arma era una MG 15. Fu distrutto durante un volo dimostrativo e sostituito da un altro prototipo che doveva anticipare la produzione in serie dell'Fw 189C.
- Fw 189 V7: Ultimo prototipo prodotto alla fine del 1938; simile all'Fw 189 V5, era un idrovolante a scarponi; il progetto fu abbandonato e l'aereo completato come Fw 189B-0.
- Fw 189A-0: nella primavera del 1940 ci fu un ordine per 10 aerei di pre-serie; 5 furono consegnati alla Staffel 9(H)/LG 2, un'unità addestrativa che stava già usando alcuni Fw 189B, nell'autunno del 1940.
- Fw 189A-1: alla fine del 1940 furono ordinati 20 aerei di serie. L'Fw 189A-1 era basato sull'Fw 189 V4, con qualche modifica aerodinamica ai cofani motore e senza prese d'aria laterali; l'armamento era di due MG 17 sul bordo d'attacco dell'ala e due Mg 15, una superiore e una posteriore; sotto la parte esterna delle ali c'erano due attacchi ETC 50/VIII per bombe SC 50 da 50 kg.Vi era un apparato di puntamento GV 219d per sgancio orizzontale e in picchiata; predisposizione per l'eventuale aggancio sotto le ali di un S125.Per la ricognizione c'era una fotocamera Rb 20/30 più altre addizionali come Rb 50/30, Rb 21/18 o Rb 50/18; inoltre l'equipaggio poteva usare fotocamere manuali HK 12.5 o HK 19.Per le missioni notturne l'aereo poteva trasportare bombe illuminanti. Nella primavera del 1943, le fabbriche in Francia rilevarono tutta la produzione dell'Fw 189, dopo la chiusura delle linee di montaggio di Brema e Praga.
- Fw 189A-1/U1: l'allestimento che portava sotto le ali gli ETC 50/VIII.
- Fw 189A-1/U2: aereo personale del Generalfeldmarschall Albert Kesselring.
- Fw 189A-1/U3: aereo personale del Generaloberst Hans Jeschonnek.
- Fw 189A-1/Trop: alcuni Fw 189A-1 per le operazioni in Nord Africa montarono i filtri antisabbia ed ebbero dotazioni aggiuntive di sopravvivenza.
- Fw 189A-2: nel 1941, dopo aver modificato un Fw 189A-1 che diventò Fw 189 V9, iniziò la produzione dell'Fw 189A-2; la sola differenza era rappresentata dall'armamento che sostituiva le MG 15 in fusoliera con le Mauser MG 81Z, che consistevano in due MG 81 affiancate. Fu prodotto solo a Bordeaux-Merignac in 194 esemplari nel 1943 e altri 12 nel 1944.
- Fw 189A-2/U1: gli aerei che portavano sotto le ali gli ETC 50/VIII.
- Fw 189A-3: sottoversione che affiancò la produzione dell'Fw 189A-2; era un addestratore a doppio comando disarmato, costruito in pochi esemplari, tutti per conversione di Fw 189A-0 e Fw 189A-1.
- Fw 189A-4: alla fine del 1942 alcuni Fw 189A-1 furono convertiti a questo standard, con le armi alari sostituite da cannoni Ikaria (Oerlikon) MG FF da 20 mm e con piastre blindate sotto i motori, in fusoliera e sotto i serbatoi, per ricognizione a bassa quota e appoggio tattico.
- Fw 189A-4/U1: gli aerei che portavano sotto le ali gli ETC 50/VIII.
- Fw 189B-0 e B-1: il prototipo Fw 189 V5 servì come base per la versione Fw 189B da addestramento; la fusoliera era completamente riprogettata, senza la vetratura anteriore e posteriore, sostituite da un rivestimento metallico; aveva cinque posti, doppi comandi ed era disarmato. Per l'addestramento alla caccia notturna le dotazioni comprendevano apparecchiature radio e di rilevamento per ogni posizione degli allievi.
- Fw 189C: prevista versione da assalto e appoggio tattico prefigurata dai prototipi Fw 189 V1b e V6. Nel settembre 1940, anche se aveva rivelato qualche caratteristica migliore del diretto concorrente Henschel Hs 129, si scelse quest'ultimo per la produzione, e la versione Fw 189C fu abbandonata.
- Fw 189D: versione anfibia con galleggianti sulla base dell'Fw 189 V7. Senza seguito.
- Fw 189E: fu considerata la possibilità di montare due motori radiali Gnome-Rhône GR.14M 4/5 da 700CV e un Fw 189A-1 fu convertito a Chatillon-sur-Seine dalla SNCASO, diventando Fw 189 V14. L'aereo fu trasferito in Germania all'inizio del 1943 per le valutazioni ma, durante il trasferimento, precipitò a Nancy. La versione rimase senza seguito.
- Fw 189F-1: versione con due motori Argus As 411MA-1 da 600 PS; un prototipo fu convertito da un Fw 189A-2 e diventò Fw 189 V15; a Bordeaux-Merignac ne furono costruiti 17.
- Fw 189F-2: proposta per una sottoversione con blindature aggiuntive e aumento della capienza dei serbatoi, carrello a comando elettrico anziché idraulico; vi furono 4 prototipi, tutti convertiti da Fw 189A; Fw 189 V10, V11, V13 e V14. Senza seguito.
- Fw 189G: progetto per una versione con grossi cambiamenti strutturali, nuovi motori Argus As 402 da 950 PS, velocità massima 435 km/h a 4 500 m; l'indisponibilità dei propulsori pose fine a questo programma.

## Utilizzatori
Bulgaria

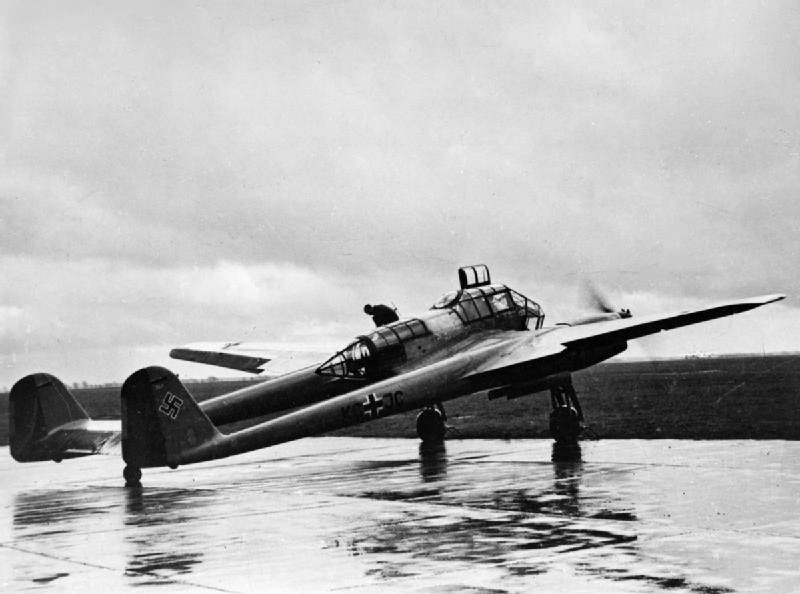
Focke-Wulf Fw 189A-2 (KC+JC), Luftwaffe

- Vazhdushnite na Negovo Velichestvo Voiski

 Germania
- Luftwaffe

 Slovacchia
- Slovenské vzdušné zbrane

 Ungheria
- Magyar Királyi Honvéd Légierő

### Pubblicazioni
- (EN)  Green, William and Swanborough, Gordon. "Das Fliegende Auge...Focke Wulf's Versatile Owl". Air Enthusiast, Thirty-seven, September-December 1988. Bromley, UK:Fine Scroll. ISSN 0143-5450. pp. 25–38.